# Alogostreptus nattereri
Alogostreptus nattereri är en mångfotingart som beskrevs av Carl Graf Attems 1950. Alogostreptus nattereri ingår i släktet Alogostreptus och familjen Spirostreptidae. Inga underarter finns listade i Catalogue of Life.